# René Školiak
René Školiak (* 28. Januar 1979 in Liptovský Mikuláš, Tschechoslowakei) ist ein slowakischer Eishockeyspieler. Seit 2006 spielt er für HK 36 Skalica in der slowakischen Extraliga auf der Position des Centers.

## Karriere
Školiak begann seine Karriere beim HK 32 Liptovský Mikuláš, für den er in der Saison 1996/97 erstmals in der Extraliga, der höchsten Spielklasse der Slowakei, zum Einsatz kam. In den folgenden sieben Spielzeiten absolvierte der Spieler mehr als 250 Partien für das Team aus seiner Heimatstadt, ohne sich je für die Extraliga-Play-offs qualifizieren zu können. Zwischen den Spielzeiten 2002/03 und 2005/06 spielte René Školiak nach mehreren Vereinswechseln sowohl für Liptovský Mikuláš, HC Slovan Bratislava sowie den HK 36 Skalica. Mit Bratislava gewann er 2003 die slowakische Meisterschaft.
Seit der Extraliga-Saison 2006/07 steht Školiak dauerhaft beim HK 36 Skalica unter Vertrag. In dieser Spielzeit erzielte er mit 70 Scorerpunkten mehr als jeder andere Spieler. In der Saison 2007/08 erreichte er mit Skalica das Play-off-Halbfinale, wo er mit seinem Team dem HC Košice unterlag. In der Folgesaison verlor er mit seiner Mannschaft das Finale um die slowakische Meisterschaft, nachdem der HK 36 Skalica die Best-of-Seven-Serie gegen Košice mit 2:4-Spielen verlor.
In der Spielzeit 2011/12 lief René Školiak erstmals als Assistenzkapitän des HK 36 Skalica auf. In der Hauptrunde dieser Saison erzielte der Center in 54 absolvierten Partien 62 Punkte und war damit hinter Teamkollege Žigmund Pálffy zweitbester Punktesammler der Extraliga dieser Saison.

## Erfolge und Auszeichnungen
- 2003 Slowakischer Meister mit dem HC Slovan Bratislava
- 2007 Topscorer der Extraliga
- 2007 Meiste Torvorlagen der Extraliga

## Karrierestatistik
(Legende zur Spielerstatistik: Sp oder GP = absolvierte Spiele; T oder G = erzielte Tore; V oder A = erzielte Assists; Pkt oder Pts = erzielte Scorerpunkte; SM oder PIM = erhaltene Strafminuten; +/− = Plus/Minus-Bilanz; PP = erzielte Überzahltore; SH = erzielte Unterzahltore; GW = erzielte Siegtore; 1 Play-downs/Relegation; Kursiv: Statistik nicht vollständig)